# NGC 4245
NGC 4245 este o galaxie lenticulară situată în constelația Părul Berenicei. A fost descoperită în 1785 de către William Herschel. Se află la o distanță de 12,4 megaparseci de Pământ.